# Alone Together (Catherine-Russell-Album)
Alone Together ist ein Jazzalbum der Sängerin Catherine Russell. Die Aufnahmen entstanden vom 20. bis 22. August 2018 in New York und erschienen auf dem Label Dot Time Records.

## Hintergrund
Alone Together ist das siebte Album Catherine Russells; für die Produktion wählte die Sängerin eine Reihe von Songs aus den 1920er- und 30er-Jahren aus. Berühmte Komponisten wie Irving Berlin („How Deep Is the Ocean?“) oder Jimmy Van Heusen („Shake Down the Stars“) sind vertreten, doch auch weniger bekannte Songs gehören zu der Sammlung, wie „When Did You Leave Heaven“ (den u. a. Big Bill Broonzy aufnahm), „You Can’t Pull The Wool Over My Eyes“, ein Song, den Benny Goodman 1936 mit der Sängerin Helen Ward coverte, oder „He May Be Your Dog But He’s Wearing My Collar“, den Rosa Henderson 1924 aufgenommen hatte. Russell nahm einen Teil von Alone Together mit ihrer Band auf, zu der Gitarrist Matt Munisteri, der Pianist Mark Shane, der Bassist Tal Ronen und der Schlagzeuger Mark McLean gehören. Bei etwa der Hälfte der Titel kamen der Tenorsaxophonist Evan Arntzen, der Trompeter Jon-Erik Kellso und der Posaunist John Allred hinzu.

## Titelliste

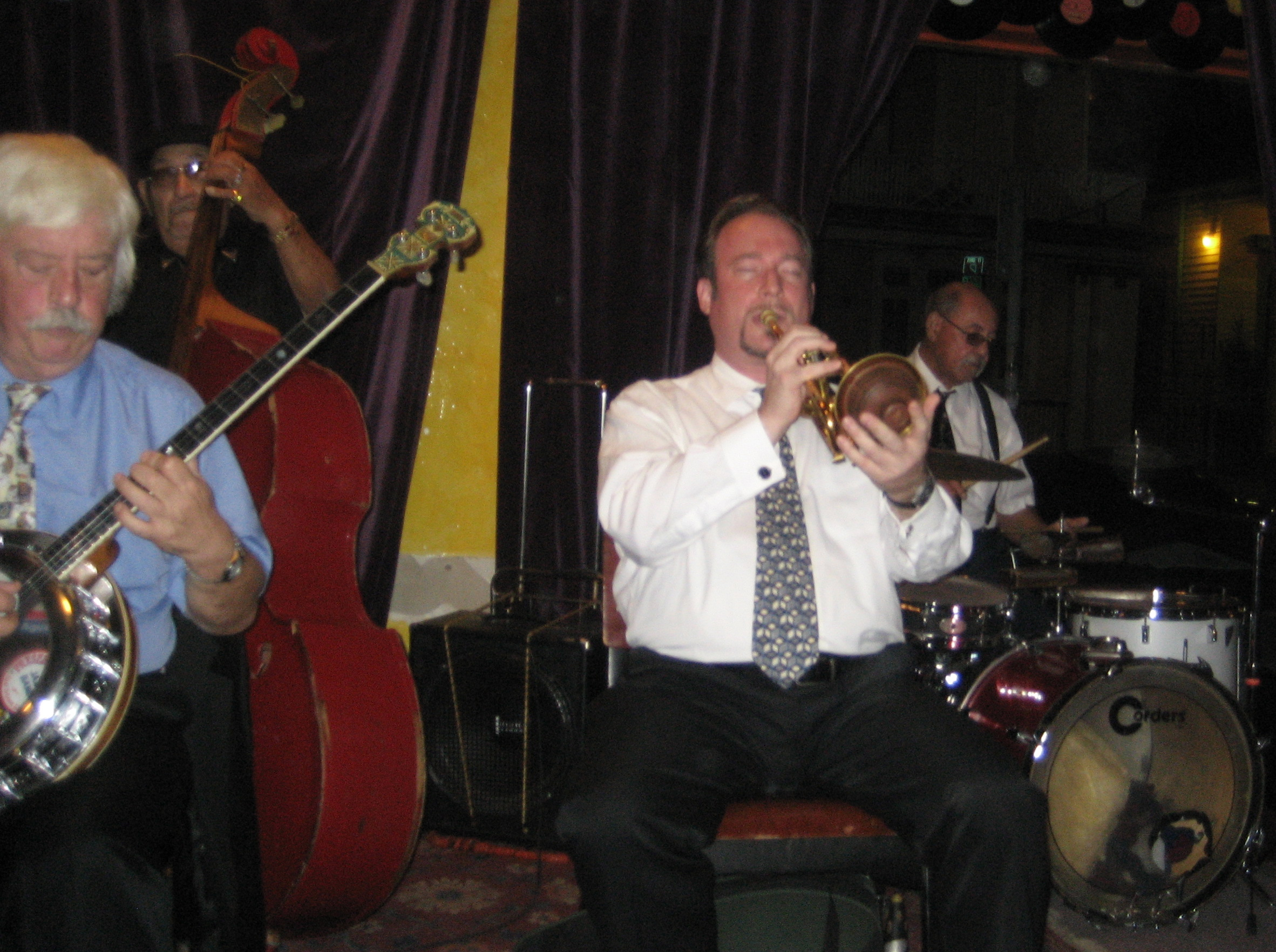
Jon-Eric Kellso am Kornett 2007 in New Orleans. Kellso arrangierte die Titel „Early in the Morning“. „You Can’t Pull The Wool Over My Eyes“ und „I Wonder“

- Catherine Russell: Alone Together (Dot Time  DT8554)

1. Alone Together (Arthur Schwartz, Howard Dietz) 4:08
2. You Turned the Tables On Me (Louis Alter, Sidney D. Mitchell) 3:39
3. When Did You Leave Heaven? (Walter Bullock) 5:03
4. Early in the Morning (Louis Jordan) 5:03
5. Is You Is Or Is You Ain’t My Baby? (Louis Jordan, Bill Austin) 5:07
6. You Can’t Pull the Wool Over My Eyes (Milton Ager, Charles Newman, Murray Mencher) 2:39
7. Shake Down the Stars (Eddie DeLange, Jimmy Van Heusen) 3:44
8. I Wonder (Cecil Gant) 4:53
9. He May Be Your Dog But He’s Wearing My Collar (Rosa Henderson) 4:07
10. Errand Girl for Rhythm (Nat King Cole) 2:47
11. How Deep Is the Ocean? (Irving Berlin) 3:29
12. I Only Have Eyes for You (Harry Warren, Al Dubin) 3:42
13. You’re Not the Only Oyster in the Stew (Harold Spina, Johnny Burke) 3:50

## Rezeption
Das Album erhielt 2019 eine Grammy-Nominierung in der Kategorie Bestes Jazz-Vokalalbum.
Georg Waßmuth (SWR) schrieb: „Mit ihrem Album Alone Together beweist Catherine Russell erneut ihre Meisterschaft. Bis ins kleinste Detail hat sie mit ihrem Team die Veröffentlichung vorbereitet. Die Band sitzt auf der vordersten Stuhlkante und liefert jeden Song mit hinreißendem Rhythmus. Und die famose Catherine Russell wird so auf einem Silbertablett präsentiert.“
Der Kritiker von JazzTimes schrieb: „Ohne sich der Sentimentalität hinzugeben, fängt sie den Geist der Epoche ein, aus der die Stücke hervorgingen, die sie singt. Ein Teil der zeitlosen und dennoch Vintage-Qualität ihrer Musik resultiert aus ihrer feinkörnigen Stimme und einer Blues-Sensibilität, die an Dinah Washington und Helen Humes erinnert.“ Was an dem Album am meisten auffalle, sei seine Zurückhaltung. Alone Together biete eine willkommene Erinnerung daran, dass niemand anderes im Jazz tut, was sie tut, und dass die Szene ohne sie unermesslich ärmer wäre.

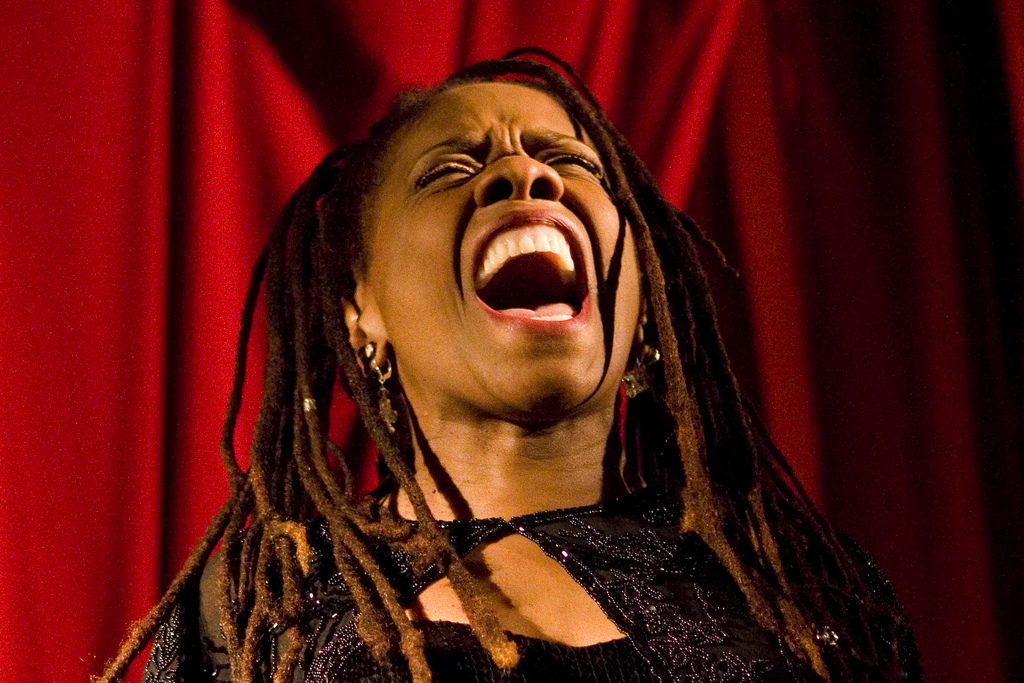
Catherine Russell 2009

Scott Yanow schrieb in Syncopated Times, „Russell hat eine warme und vielseitige Stimme, eine starke Bandbreite an Tönen und Emotionen sowie die Fähigkeit, Noten perfekt zu platzieren. Wie die großartige Rebecca Kilgore schwankt auch ihre Phrasierung immer, egal in welchem Tempo, sie macht nicht viel, und ihre Improvisation ist subtil und doch recht effektiv.“ Nach Ansicht des Autors sind „You Turned the Tables on Me“, „Is You Is Or Is You Ain’t My Baby“, „Shake Down the Stars“, „He May Be Your Dog But He’s Wearing My Collar“, „Errand Girl for Rhythm“ und „You Can’t Pull the Wool Over My Eyes“. Während des gesamten Sets erfinde Catherine Russell die Songs nicht neu, sondern erhebe sie freudig und trage zu ihrer Zeitlosigkeit bei.
James Hale vergab an das Album im Down Beat vier Sterne und lobte: „Mit einem unfehlbaren Ohr für großartiges Material und einer Stimme, die zeitlos klingt, gleicht Russell verlorene Zeit aus“.